# Рохеліо Фаріас
Рохеліо Фаріас (ісп. Rogelio Farías, 13 серпня 1949, Сантьяго — 7 квітня 1995, Сантьяго) — чилійський футболіст, що грав на позиції півзахисника.
Виступав, зокрема, за клуб «Уніон Еспаньйола» та «Кадіс», а також національну збірну Чилі.

## Клубна кар'єра
У дорослому футболі дебютував 1968 року виступами за команду «Уніон Еспаньйола», в якій провів сім сезонів і виграв чемпіонат Чилі в 1973 році.
У 1974 році він перейшов до друголігового іспанського клубу «Кадіс», за який дебютував 8 вересня 1974 року в грі проти «Мальорки» (2:1). Фаріас два сезони виступав за «Кадіс», провівши 41 матч у Сегунді, забивши 7 голів.
Згодом з 1976 по 1979 рік грав на батьківщині у складі команд «Уніон Еспаньйола» та «О'Хіггінс», а завершив ігрову кар'єру у команді «Аудакс Італьяно», за яку виступав протягом 1980 року.

## Виступи за збірну
26 січня 1972 року дебютував в офіційних іграх у складі національної збірної Чилі в товариському матчі проти збірної Мексики, що завершився з рахунком 0:2.
У складі збірної був учасником чемпіонату світу 1974 року у ФРН, на якому зіграв у двох матчах, а його команда не подолала груповий етап
Свій останній виступ за збірну Фаріас провів у товариському матчі зі збірною Шотландії 15 червня 1977 року, той матч завершився поразкою чилійців 2:4. Загалом протягом кар'єри у національній команді, яка тривала 6 років, провів у її формі 13 матчів, забивши 1 гол.
Помер 7 квітня 1995 року на 46-му році життя у місті Сантьяго.

## Досягнення

### Командний
Збірна Чилі
- Володар Кубка Карлоса Діттборна: 1973
- Володар Кубка Леонсіо Провосте: 1973

«Уніон Еспаньйола»
- Чемпіон Чилі (2): 1973, 1977
- Срібний призер чемпіонату Чилі (2): 1972, 1976
- Бронзовий призер чемпіонату Чилі: 1971
- Фіналіст Кубка Чилі: 1978